# Кросвил (Илиноис)
Кросвил (енгл. Crossville) град је у америчкој савезној држави Илиноис.

## Демографија
По попису из 2010. године број становника је 745, што је 37 (-4,7%) становника мање него 2000. године.
| Група             | 2000.       | 2010.       |
| Белци             | 763 (97,6%) | 733 (98,4%) |
| Афроамериканци    | 0 (0,0%)    | 0 (0,0%)    |
| Азијати           | 0 (0,0%)    | 2 (0,3%)    |
| Хиспаноамериканци | 8 (1,0%)    | 3 (0,4%)    |
| Укупно            | 782         | 745         |